# Presidente de la República de Benín
El Presidente de la República de Benín es jefe de Estado y de Gobierno de la República de Benín.

## Elección
Nadie puede ser candidato a la Presidencia de la República si:
- no es de nacionalidad beninesa desde su nacimiento, o durante al menos diez años;
- no es de buena moral y de una gran honradez;
- está privado de algunos de los derechos civiles y políticos;
- no tiene al menos 40 años de edad y como mucho 70 años, a la fecha de la candidatura;
- no reside en el territorio de la República de Benín durante las elecciones;
- no goza de un estado completo de bienestar físico y mental, debidamente constatado por un colegio de tres médicos juramentados por el Tribunal Constitucional.

El presidente de la República es elegido:
- por sufragio universal directo para un mandato de cinco años, renovable una vez;
- por mayoría absoluta; si la mayoría absoluta de los votos emitidos no se obtiene en la primera votación, se procederá, dentro de los quince días, a una segunda vuelta.

Solo se puede presentar a la segunda vuelta de votación los dos candidatos que reciban el mayor número de votos en la primera vuelta. En caso de retirada de uno u otro de los dos candidatos, los siguientes se presentan en orden de su clasificación tras la primera vuelta.
El mandato del nuevo presidente de la República causa efecto en la fecha de expiración del mandato de su antecesor.
Antes de asumir el cargo, el presidente de la República toma el juramento.

## Función
El presidente de la República es quien ostenta el poder ejecutivo en el mencionado país, encarnando en sí la jefatura de Estado y la de Gobierno.
Mientras que el poder legislativo lo ostenta la Asamblea Nacional.